# قیف املن

قیف املن (به انگلیسی: Emlen funnel) یک قفس پرنده به شکل مخروط معکوس است که برای مطالعه رفتار پرندگان، به‌ویژه غریزه مهاجرت پرندگان استفاده می‌شود. نام آن از ST و JT Emlen گرفته شده‌است که این تکنیک را در سال ۱۹۶۶ معرفی کردند.
یک پد جوهر در پایین قرار داده شده‌است، بنابراین هنگامی که پرنده می‌پرد یا روی دیوارهای شیب‌دار بال می‌زند، پیش از اینکه دوباره به پایین برگردد، ردی از خود باقی می‌گذارد. نمای پرنده از بالای قفس را می‌توان دستکاری کرد تا نشان دهد که چگونه به «الگوهای ستاره» ظاهری مختلف (که در واقع در یک آسمان‌نما تولید می‌شوند) واکنش نشان می‌دهد.